# Região Metropolitana do Vale do Rio Cuiabá
A Região Metropolitana do Vale do Rio Cuiabá (RMVRC) foi instituída em 2009, pela lei complementar estadual nº 359, sendo composta pelos municípios de Cuiabá, Várzea Grande, Nossa Senhora do Livramento e Santo Antônio de Leverger. Em 2016, a composição da RMVRC foi alterada pela Lei Complementar nº 577 de maio de 2016, adicionando os municípios de Acorizal e Chapada dos Guimarães . Em 2024, a composição da RMVRC foi novamente alterada pela Lei Complementar nº 796 de 26 de junho de 2024, que incorporou o município de Campo Verde. A lei também define o entorno metropolitano, formado pelos municípios de Barão de Melgaço, Jangada, Nobres, Nova Brasilândia, Planalto da Serra, Poconé e Rosário Oeste. Atualmente conta com uma população de mais de um milhão habitantes na região metropolitana, sendo a 3.ª maior região metropolitana do Centro-Oeste do Brasil contabilizando cerca de 1 134 425 habitantes.

## História
A região Metropolitana do vale do Rio Cuiabá surgiu da extinção da aglomeração urbana de Cuiabá e Várzea Grande que havia sido instituída pela lei complementar nº 83/2001 e que foi  extinta pela lei complementar nº 359/2009, que criou a região metropolitana.
Em 2009, a Região Metropolitana do Vale do Rio Cuiabá (RMVRC) foi estabelecida por meio da lei complementar nº 359/2009, com data de 27 de maio de 2009. Inicialmente, a RMVRC englobava os municípios  de Cuiabá, Várzea Grande, Nossa Senhora do Livramento e Santo Antônio de Leverger. Além desses núcleos urbanos, a região metropolitana também abarcava municípios vizinhos, formando o entorno metropolitano, composto por  Barão de Melgaço, Jangada, Nobres, Nova Brasilândia, Planalto da Serra, Poconé e Rosário Oeste.
No ano de 2016, uma alteração na composição da RMVRC foi efetuada por meio da lei complementar nº 577/2016, datada de 19 de maio de 2016, que adicionou os municípios de Acorizal e Chapada dos Guimarães à região metropolitana.
Em 2024, a composição da RMVRC passou por uma nova reconfiguração, com a incorporação do município de Campo Verde, conforme estabelecido pela Lei Complementar nº 796, de 26 de junho de 2024.
Em 2013, foi criada a Agência de Desenvolvimento Metropolitano do Vale do Rio Cuiabá (AGEM/VRC) mediante a promulgação da lei complementar nº 499/2013, em 22 de julho de 2013. A principal missão desta agência era organizar, planejar e executar funções públicas de interesse comum entre os municípios que compõem a RMVRC.
Posteriormente, a Secretaria Adjunta de Gestão e Planejamento Metropolitano (SAGPM) foi estabelecida após a dissolução da AGEM/VRC, de acordo com a lei complementar nº 612/2019, de 28 de janeiro de 2019. A SAGPM passou por diferentes vínculos ao longo de 2019, inicialmente subordinada à MT Participações e Projetos S/A - MT Par, depois à Secretaria de Estado de Planejamento e Gestão - SEPLAG, e finalmente, por meio do decreto nº 201/2019, de 16 de agosto de 2019, foi incorporada à estrutura da Secretaria de Estado de Infraestrutura e Logística - SINFRA, conforme ratificado pela Lei Complementar n° 633, de 14 de outubro de 2019.
Com a reorganização das responsabilidades da extinta AGEM, agora a SAGPM-SINFRA, foi também reativado o Conselho Metropolitano, como resultado do processo n° 015/2015/AGEM/VRC, para ajustar a governança da RMVRC.

## Municípios
| Município                   | Área (km²) | População (2024) | PIB (mil R$) (2021) |
| --------------------------- | ---------- | ---------------- | ------------------- |
| Acorizal                    | 841,166    | 4 990            | 109 161,604         |
| Campo Verde                 | 4 770,631  | 44 585           | 113 394,08          |
| Chapada dos Guimarães       | 6 206,573  | 19 374           | 1 214 582,853       |
| Cuiabá                      | 3 538,167  | 682 932          | 29 746 934,017      |
| Nossa Senhora do Livramento | 5 192,568  | 11 658           | 387 844,948         |
| Santo Antônio de Leverger   | 12 260,081 | 16 795           | 819 097,093         |
| Várzea Grande               | 938,057    | 314 627          | 9 916 990,51        |
| Total                       | 33 747,243 | 1 094 961        | 42 308 005,11       |

## Entorno Metropolitano
| Município         | Área (km²) | População (2024) | PIB (mil R$) (2021) |
| ----------------- | ---------- | ---------------- | ------------------- |
| Barão de Melgaço  | 11 182,846 | 7 204            | 124 619,524         |
| Jangada           | 1 021,939  | 7 447            | 188 785,126         |
| Nobres            | 3 859,509  | 15 753           | 1 114 913,711       |
| Nova Brasilândia  | 3 266,215  | 3 853            | 109 136,205         |
| Planalto da Serra | 2 454,108  | 3 287            | 231 895,381         |
| Poconé            | 17 260,861 | 31 269           | 709 535,686         |
| Rosário Oeste     | 8 802,047  | 15 236           | 535 072,735         |
| Total             | 39 045,478 | 84 049           | 3 013 958,368       |